# 巴利律藏
《巴利律藏》，又稱《上座部律》（巴利語：Theravāda Vinayapiṭaka）、《銅鍱律》，是上座部系赤銅鍱部的律藏，為南傳上座部佛教僧人所受戒律的依據。

## 簡介
《上座部律》分為五分，初分是比丘戒本的經分別；第二分為剩餘的比丘經分別，以及全部的比丘尼經分別；第三分為大品，包含十個犍度，這包括佛陀覺悟後，向五比丘說法及度耶舍及三迦葉兄弟的故事，節日及衣服處理的規定等；第四分是小品，包含十二個犍度，分為房舍等雜法，包括房舍犍度、雜犍度及五百結集、七百結集。第五分附隨是律藏的附屬部分，其內容是對經分別和犍度的分析和攝要，大約是在傳入錫蘭後的部派佛教時期成立。
南傳上座部律的比丘戒是二百二十七條，比丘尼戒是三百一十一條。

## 傳承
相傳佛滅後，優波離尊者誦出戒律，據銅鍱部所傳，從佛滅到阿育王，有五師傳承：優波離Upāli，馱寫拘Dāsaka，蘇那拘Sonaka，悉伽婆Siggava，目犍連子帝須Moggaliputta tissa。在佛滅二百年，阿育王派目犍連子帝須的弟子摩哂陀尊者帶同三藏，率領比丘前往斯里蘭卡，與當時統治斯里蘭卡的天愛帝須王相見。摩哂陀的第一次說法即得到國王的皈依，在首都阿耨羅陀建造大寺供養僧團，佛教迅速發展起來。 
公元前43年，南印度的Damila人（Damila是Tamiḻar的印度俗語形態，因此Damila即是坦米爾人）入侵斯里蘭卡，因戰爭而發生飢荒多年，很多僧人被迫逃難，佛寺也被放棄。一些有遠見的比丘們，由佛授Buddhadatta及帝須Tissa領導，選擇在中部較平靜的摩多利（Matale)，將一向以口誦相傳的巴利三藏及註釋，書寫於貝葉上，以作永遠保存和傳承。這是巴利聖典在斯里蘭卡一次非常重要的結集。 

## 譯本

### 漢譯
- 吳老擇譯，漢譯南傳大藏經[]·律藏（1-5冊），1990-1992，元亨寺妙林出版社（附有比丘戒本、比丘尼戒本）[4]

### 英譯
- I.B. Horner譯、Brahmali補譯，The Book of the Discipline，6冊，1938-1966，Bristol: Pali Text Society
- Bhikkhu Brahmali譯，Theravāda Collection on Monastic Law，2021，SuttaCentral 網路版 （页面存档备份，存于）

## 影響
《巴利律藏》是南傳上座部佛教僧團秉持的律藏，也是斯里蘭卡、緬甸、泰國、及由此三地傳承的上座部僧團所受戒律的依據。中國的上座部僧團傳承自緬甸，故亦依巴利律藏。

## 律藏目錄
- 初分 驅擯/波羅夷 Pārājika-pāḷi

- 毘蘭若 Verañja-kaṇḍa
- 驅擯法/波羅夷 Pārājika-kaṇḍa
- 僧殘法/僧伽胝施沙/僧伽婆沙 Saṅghādisesa-kaṇḍa
- 不定法 Aniyata-kaṇḍa
- 盡捨法/尼薩耆 Nissaggiya-kaṇḍa

- 第二分 令墮/波質胝/波逸提 Pācittiya-pāḷi

- 令墮法/波質胝/波逸提 Pācittiya-kaṇḍa
- 向彼悔法/波胝提舍尼/提舍尼 Pāṭidesanīya-kaṇḍa
- 眾學法 Sekhiya-kaṇḍa
- 滅諍法 Adhikaraṇa-samathā
- 尼戒驅擯法/波羅夷 Pārājika-kaṇḍa (bhikkhunīvibhaṅga)
- 尼戒僧殘法/僧伽胝施沙/僧伽婆沙 Saṅghādisesa-kaṇḍa (bhikkhunīvibhaṅga)
- 尼戒盡捨法/尼薩耆 Nissaggiya-kaṇḍa (bhikkhunīvibhaṅga)
- 尼戒令墮法/波質胝/波逸提 Pācittiya-kaṇḍa (bhikkhunīvibhaṅga)
- 尼戒向彼悔法/波胝提舍尼/提舍尼 Pāṭidesanīya-kaṇḍa (bhikkhunīvibhaṅga)
- 尼戒眾學法 Sekhiya-kaṇḍa (bhikkhunīvibhaṅga)
- 尼戒滅諍法 Adhikaraṇa-samathā (bhikkhunīvibhaṅga)

- 第三分 大品 Mahāvagga-pāḷi

- 大犍度 Mahā-khandhaka: 有關出家及受戒的規定
- 布薩犍度 Uposatha-kkhandhaka : 有關每半個月誦戒及懺悔規定
- 入雨安居犍度 Vassūpanāyika-kkhandhaka: 有關每年雨季安居修行的規定
- 自恣犍度 Pavāraṇā-kkhandhaka: 有關每年雨安居結束時，僧眾自揭犯戒及懺悔的規定
- 皮革犍度 Camma-kkhandhaka : 有關穿鞋和使用皮革的規定
- 藥犍度 Bhesajja-kkhandhaka : 有關藥物及食物的規定
- 迦絺那衣犍度 Kathina-kkhandhaka : 有關雨安居結束後，僧眾接受迦絺那衣的規定
- 衣犍度 Cīvara-kkhandhaka : 有關比丘所穿袈裟的規定
- 瞻波犍度 Campeyya-kkhandhaka : 有關僧團活動合法或非法的規定
- 憍賞彌犍度 Kosambaka-kkhandhaka: 有關比丘分裂和合的規定

- 第四分 小品 Cūḷavagga-pāḷi

- 羯磨犍度 Kamma-kkhandhaka: 有關責駡與處分犯戒比丘的規定
- 別住犍度 Pārivāsika-kkhandhaka: 有關比丘接受別住處分的規定
- 集犍度 Samuccaya-kkhandhaka: 有關處分犯僧殘比丘的規定
- 滅諍犍度 Samatha-kkhandhaka : 有關平息比丘紛爭的規定
- 雜事犍度 Khuddakavatthu-kkhandhaka: 有關比丘日常生活用品的規定
- 臥坐具犍度 Senāsana-kkhandhaka : 有關房舍和臥坐具的規定
- 破僧犍度 Saṅghabhedaka-kkhandhaka : 有關提婆達多叛逆的判定
- 儀法犍度 Vatta-kkhandhaka : 有關各類比丘的威儀規定
- 遮說戒犍度 Pātimokkhaṭṭhapana-kkhandhaka : 有關犯戒比丘不參加布薩的規定
- 比丘尼犍度 Bhikkhuni-kkhandhaka: 有關比丘尼的規定
- 五百結集犍度 Pañcasatika-kkhandhaka: 有關佛教第一次結集的事
- 七百結集犍度 Sattasatika-kkhandhaka: 有關佛教第二次結集的事

- 第五分 附隨 Parivāra-pāḷi

- 十六大章 Soḷasa-mahā-vāra

- 大分別 Mahāvibhaṅga，又名比丘分別 Bhikkhuvibhaṅga
- 比丘尼分別 Bhikkhunīvibhaṅga

- 等起攝頌 Samuṭṭhāna-sīsa-saṅkhepa：僧律制立起因的攝要
- 中略 Antara-peyyāla、滅諍分釋 Samatha-bheda
- 問犍度章 Khandhaka-pucchā-vāra: 問關於犍度二十二章之罪數
- 增一法 Ekuttarika-naya: 依增一法，說明律藏中所說的諸事項
- 布薩初〔中後〕問答 Uposathādi-pucchā-vissajjanā、〔制戒〕義利論 Atthavasa-pakaraṇa
- 偈集 Gāthā-saṅgaṇika: 制戒處七城，於各城所說戒的數及其他事項
- 諍事分釋 Adhikaraṇa-bheda: 四種諍事，由各方解說
- 別偈集 Apara-gāthā-saṅgaṇika，又名呵責初問答 Codanādi-pucchā-vissajjanā: 主要說明呵責及檢問
- 呵責法 Codanā-kaṇḍa: 說明呵責及檢問
- 諍論小篇 Cūḷa-saṅgāma，又名檢問者之行儀 Anuvijjakassa-paṭipatti: 關於僧伽諍論，裁決者的注意事項
- 諍論大篇 Mahā-saṅgāma: 敘述裁決者的儀法
- 迦絺那衣分釋 Kathina-bheda: 說明迦絺那衣之受持、捨棄等法
- 優波離〔問〕五法 Upāli-pañcaka: 佛陀答優婆離關於戒律的問題，有十四品
- 犯罪等起 Atthāpatti-samuṭṭhāna: 關於僧戒之各條，說明犯罪之等起法
- 第二偈集 Dutiya-gāthā-saṅgaṇika: 問戒律事項的數目
- 發汗偈 Seda-mocana-gāthā: 蒐集困難到令人發汗的問難偈而不提出解答
- 五品 Pañca-vagga: 包含羯磨品、義利品、制戒品、所制品、九聚會品

## 引用
1. ↑  Shayne Clarke. .   [2022-04-16]. （原始内容存档于2022-05-06）.
2. ↑  鍚蘭島史與大史
3. ↑  鄧殿臣：《南傳佛教史簡編》
4. ↑  .   [2022-04-17]. （原始内容存档于2019-09-15）.
5. ↑   Pāli-vinaya, 緬甸第六結集

## 外部連結
- 印順：巴利律藏導讀[]